# Resident Evil 4
Resident Evil 4, conosciuto in Giappone come Biohazard 4 (バイオハザード４?, Baiohazādo 4), è un videogioco d'azione a tema survival horror, pubblicato e sviluppato da Capcom nel 2005 per Nintendo GameCube. A quasi un anno di distanza viene pubblicata una versione per PlayStation 2 e nel 2007 per Microsoft Windows e Nintendo Wii.
Resident Evil 4 rappresenta una svolta nella serie Resident Evil. I sostanziali cambiamenti di questo titolo sono la scomparsa degli zombi sostituiti dai Los Ganados, nemici infetti da un misterioso parassita che li rende più veloci e insidiosi degli zombi, facendo quindi aumentare il ritmo del gioco. Viene aumentato il numero di armi trasportabili durante il gioco così come le munizioni e gli oggetti curativi, nonché la velocità del personaggio controllabile che in questo capitolo sarà perfino in grado di eseguire degli attacchi corpo a corpo per difendersi dai nemici. Cambia anche l'inquadratura, ora fissa alle spalle del proprio personaggio. La maggior parte dei Resident Evil successivi seguiranno tutti questo nuovo tipo di gameplay.
Resident Evil 4 ha avuto un grande successo sia presso il pubblico che presso la critica, divenendo una vera e propria pietra miliare della serie, nonché uno dei titoli più venduti in assoluto, ricevendo, inoltre, molte rimasterizzazioni per diverse altre piattaforme.
La telecamera in terza persona over-the-shoulder (sopra le spalle, lett.), insieme ad altre innovazioni, ha rappresentato una rivoluzione non solo per la serie, ma per l'intera produzione videoludica di tendenza. Tra i videogiochi che hanno subito l'influenza del titolo Capcom vi sono Gears of War, Dead Space e Batman: Arkham Asylum. Anche produttori di altri videogame di successo hanno apertamente dichiarato l'ispirazione al titolo, come ad esempio Ricky Cambier per The Last of Us.
Il 2 giugno 2022 allo State of Play viene annunciato Resident Evil 4 Remake e mostrato un trailer con la data di uscita prevista per il 24 marzo 2023.

## Trama
Il gioco è ambientato nell'autunno del 2004. Leon Scott Kennedy, ex poliziotto sopravvissuto all'incidente di Raccoon City di sei anni prima, è ora un agente governativo incaricato di indagare sul rapimento di Ashley Graham, figlia del presidente degli Stati Uniti d'America.
I servizi segreti credono che il sequestro della ragazza sia avvenuto a causa di una fuga di informazioni riservate, che sono state fatte trapelare ai rapitori da un traditore dell'entourage governativo. Secondo l'intelligence, Ashley è stata deportata in un'area rurale della Spagna, nota come El Pueblo. Tuttavia, temendo una trappola, i servizi segreti decidono di inviare sul posto un solo agente, incaricato di confermare ogni sospetto in attesa di disposizioni: la scelta ricade su Leon Scott Kennedy, agente speciale del presidente.
Infatti dopo anni di addestramento nei corpi speciali dei marines, Leon era appena stato assegnato ai servizi segreti con l'incarico di guardia del corpo della figlia del presidente Graham. Tuttavia, Ashley venne rapita prima che Leon potesse iniziare il suo nuovo lavoro. L'agente si ritrova quindi a venire inviato in Europa dalla task-force anti rapimento per la sua prima missione svolta sotto il diretto controllo del presidente. A dargli delle direttive ci sarà Ingrid Hunnigan, agente che coordina le operazioni dei servizi segreti.
Leon scoprirà che gli abitanti del villaggio, all'apparenza dei normali civili, possiedono una forza e resistenza sovrumana oltre ad essere incredibilmente aggressivi. Infatti, tutte le persone del luogo sono controllate dalla setta nota come "Los Illuminados", che ha soggiogato le loro menti trasformandoli in mostri grazie ad un parassita noto come "Las Plagas". Gli Illuminados hanno denominato questi infetti con il nome Los Ganados, in quanto esseri irrazionali guidati da un istinto selvaggio e primitivo che li rende inclini alla violenza verso tutti i non infetti. Malgrado la loro aggressività, i Ganados sono in grado di convivere tra di loro come in una comunità, potendo persino parlare ed interagire l'uno con l'altro, ma a causa del parassita che posseggono sono incapaci di intendere e di volere e quindi privi della consapevolezza delle efferatezze che commettono.
La setta Los Illuminados ha scoperto come controllare le Plagas e quindi i Ganados ed intende sfruttarli per conquistare il mondo intero. Il capo degli Illuminados è Lord Osmund Saddler, possessore della Plaga Leader, in grado di controllare tutti i comuni infetti. Saddler è anche il mandante del rapimento di Ashley, essendo intenzionato a ricevere un ingente riscatto dal governo statunitense con il quale intende armare e mobilitare un suo esercito formato da Ganados e altri mostri creati con le Plagas. Il suo obbiettivo è propagare l'infezione delle Plagas in tutto il mondo e assoggettarlo al suo volere.
La setta Los Illuminados, oltre a chiedere un riscatto per il rilascio di Ashley, ha somministrato alla ragazza stessa il parassita, in quanto il loro piano è usarla per infettare gli Stati Uniti d'America, lasciando che sia lei a dar via al loro piano di conquista, una volta tornata a casa sotto il loro controllo. Infatti in questo modo gli Illuminados sarebbero in grado di prendere possesso della potenza mondiale rappresentata dagli Stati Uniti.
Anche a Leon durante la missione verrà somministrato un esemplare di Plaga e quindi l'agente dovrà preoccuparsi non solo di salvare la figlia del presidente ma anche di impedire che i parassiti, con i quali gli Illuminados li hanno entrambi infettati, raggiungano il loro stadio di evoluzione finale, perché in tal caso finirebbero col trasformarsi anche loro in Ganados. Tagliato fuori dalle comunicazioni con la sua base operativa in America, Leon dovrà affrontare l'intera setta da solo per fermare i piani di Saddler e portare in salvo Ashley, affrontando innumerevoli nemici e temibili mostri, cercando al contempo di liberare sia la ragazza che se stesso dall'infezione parassitaria.
Nei titoli di coda del gioco ci viene mostrata attraverso una carrellata di immagini la triste sorte del villaggio di El Pueblo: gli abitanti del villaggio erano gente semplice e pacifica dedita alla caccia e alla pesca, spesso alcuni anziani erano anche soliti suonare la chitarra per i bambini del paese. Ma un giorno Lord Saddler si presentò al villaggio offrendo alla gente un lavoro ben remunerato al castello di Ramon Salazar, ovvero recuperare alcuni resti fossili. Ben presto coloro che avevano partecipato agli scavi iniziarono a sentirsi male e molti di essi ricevettero dei "vaccini" che poi vennero inoculati a tutti gli abitanti di El Pueblo, anche con la forza. Tali vaccini altri non erano che uova di Plagas, estratte dai corpi delle persone che erano rimaste infette del parassita inalando le spore emesse dai resti dei simbionti rinvenuti nel castello di Salazar. Fu così che tutti gli abitanti di El Pueblo si trasformarono in dei violenti e selvaggi assassini che uccisero tutti i non infetti rimasti nel villaggio, nonché i loro stessi bambini.
La storia del gioco è divisa in sei capitoli, che vengono indicati come 5 capitoli più il sesto e ultimo, indicato come "Capitolo Finale". Questi a loro volta, si dividono in più parti.

## Modalità di gioco
Le meccaniche di gioco sono state completamente rivoluzionate rispetto ai precedenti capitoli, per favorire scene con sparatorie intense e una regia di telecamere in terza persona. Inoltre, è stato aumentato il numero delle munizioni e degli oggetti curativi ottenibili durante l'avventura. Questi cambiamenti furono sostanziali rispetto alla meccanica classica della serie di Resident Evil, la quale è sempre stata incentrata su fasi d'esplorazione, sulla risoluzione di enigmi e sulla scarsa disponibilità di munizioni e di cure mediche. A causa di queste radicali differenze, il gioco presenta molte caratteristiche del genere d'azione.
Anche a causa della scomparsa degli zombi, questo capitolo è considerato come una svolta definitiva della serie. I nemici principali, chiamati Ganados, sono decisamente più veloci e intelligenti degli zombi presenti nei titoli precedenti. Inoltre, hanno una strategia comune e ripetitiva: avvicinarsi al nemico, attaccarlo e neutralizzarlo. Per questo risulta più intuitivo batterli, una volta capiti i loro movimenti. Questi nuovi nemici corrono, schivano attacchi fisici e proiettili. Oltre ai Ganados, questo gioco introduce una serie di mostruose creature, tutte con strategie d'attacco differenti.
Resident Evil 4 contiene anche cambiamenti nell'inventario, nella telecamera, e nel sistema del controllo dei movimenti. La prospettiva di visuale è al di sopra della spalla del protagonista, molto simile a quella di Tom Clancy's Splinter Cell. Normalmente, la telecamera rimane dietro al personaggio, che rimane visibile. Anche se i controlli sono più o meno gli stessi dei capitoli precedenti, in Resident Evil 4 non c'è più il puntamento automatico, e si mira manualmente. Il coltello da combattimento non occupa più un posto nell'inventario del giocatore, ma può essere estratto in qualunque momento, con l'apposito tasto. Il coltello ora funziona sia come strumento e sia come arma, ed è molto più potente che nei giochi precedenti: può rompere vetri e oggetti specifici, come casse e barili. Un altro nuovo aspetto di Resident Evil 4 è l'inclusione dei controlli context-sensitive. Il giocatore può, in base alla situazione, interagire con specifici aspetti dell'ambiente, come scendere una scala, saltare fuori da una finestra, o schivare un attacco nemico. Il giocatore può compiere un attacco fisico contro un Ganado (come con altri nemici) quando quest'ultimo è abbassato o stordito. Ci sono pure intermezzi dinamici simili ai Quick Time Events di Shenmue, nei quali il giocatore deve premere ripetutamente un tasto indicato su schermo per eseguire azioni come schivare un masso in caduta o colpire il nemico. Questa tecnica è a volte impiegata nei combattimenti coi boss per dare al giocatore la possibilità di dare il colpo di grazia. I tempi di caricamento sono ridotti al minimo, diversamente dai Resident Evil precedenti, dove gli spostamenti tra un'area e un'altra richiamano una schermata di caricamento. Tutti questi rinnovamenti hanno contribuito a rendere, insieme alla più che ottima grafica, Resident Evil 4 uno dei migliori giochi della serie. In Resident Evil 5 la modalità di gioco è molto simile a quella di Resident Evil 4.
In Resident Evil 4 ci sono molti filmati, per vederne alcuni bisogna compiere determinate azioni: per esempio, all'inizio del gioco se si ritorna indietro o si va vicino alla macchina dei poliziotti, i due agenti parleranno a Leon. Oppure, se si entra nella porta che usa il capo villaggio dopo aver incontrato per la seconda volta Leon, ci sarà un filmato in cui Leon viene attaccato dal capo villaggio e salvato da Ada Wong. Inoltre, ogni volta che non si premono i tasti giusti per evitare le mosse dei nemici durante i filmati, ci saranno altri brevi filmati che introducono il Game Over.

### Armi
In Resident Evil 4 è presente un vasto arsenale di armi. In questo gioco è possibile acquistare la maggior parte delle armi dal Mercante, anche se alcune di esse possono essere raccolte durante il gioco. Novità introdotta in questo gioco è la possibilità di potenziare le armi, pagando una somma in denaro al Mercante. La moneta usata per acquistare oggetti dal mercante è la Peseta. L'Euro non viene mai nominato, anche se la storia si svolge nel 2004, questo vuol dire che il villaggio di El Pueblo è completamente estraniato dal mondo moderno.
Ci sono diverse tipologie di armi: pistole, doppiette, lanciarazzi, e poi ci sono le armi non convenzionali, come il P.R.L. 412.

### Minigiochi
Resident Evil 4 presenta tre minigiochi oltre all'avventura principale. Essi sono disponibili per tutte le versioni del gioco tranne la primissima versione per Nintendo Gamecube. Separate Ways e The Mercenaries si sbloccheranno dopo aver completato l'avventura principale, mentre Assignment Ada sarà giocabile dopo aver completato Separate Ways. Ogni minigioco sblocca una ricompensa utilizzabile per il gioco principale: completando Separate Ways si ottiene la potente Chicago Typewriter a colpi infiniti, completando Assignment Ada si ottiene il set di vestiti speciali numero 2, mentre completando tutti i livelli di The Mercenaries con tutti i personaggi giocabili (Leon, Ada, Krauser, Wesker ed HUNK) e ottenendo con ciascuno di essi un punteggio di 60 000 o superiore si sblocca la potentissima HandCannon, un revolver magnum calibro 50 che, se potenziata al massimo dal mercante, diventa a colpi infiniti.

#### Separate Ways
Nel minigioco parallelo alla trama principale, si gioca nei panni di Ada Wong, l'affascinante assassina e spia incaricata da un'organizzazione segreta di recuperare un campione di Plagas. Anche questo minigioco si divide in 5 capitoli, ma a differenza del gioco principale, i capitoli di Separate Ways sono molto più brevi ed complessivamente equivalgono, come lunghezza, più o meno a due capitoli della trama principale. Inoltre, Separate Ways è sbloccabile solo dopo aver finito il gioco principale almeno una volta a qualsiasi difficoltà.
La trama del gioco è uguale a quella della storia principale, con la differenza che in questa avventura si dovrà impersonare l'antieroina Ada Wong e svolgere la sua missione: rubare il campione di Plaga custodito da Lord Saddler e dagli Illuminados. Ad Ada servono le abilità di Leon per facilitare la sua missione e lasciare che sia lui ad occuparsi della maggior parte dei nemici, distraendoli da lei. Albert Wesker vuole entrare in possesso di un campione di Plaga e trasformare i parassiti in armi bio-organiche, con cui dominare il mondo e creare una nuova Umbrella da lui diretta. Ada, tuttavia, tradirà Wesker e, dopo una lunga e rischiosa missione, una volta recuperato il campione lo consegnerà ad un'organizzazione avversa, per la quale ella ha, in realtà, sempre lavorato.

#### The Mercenaries
The Mercenaries presenta quattro livelli, tre dei quali si ha modo di esplorarli già nell'avventura principale, trattandosi del villaggio di El Pueblo, del castello di Salazar e dell'accampamento militare dei Ganados, sebbene in questo minigioco hanno alcune differenze di disposizione. Il quarto livello, invece, sarà completamente inedito, trattandosi di una base Ganados situata su alcune impalcature sospese sull'acqua, che non compare nel gioco principale. L'obiettivo di The Mercenaries è quello di uccidere quanti più Ganados possibile nel tempo limite con ciascun personaggio giocabile. Per ottenere un punteggio elevato bisognerà essere veloci ad effettuare delle uccisioni combo per ottenere dei bonus. Durante i livelli è possibile raccogliere munizioni e oggetti curativi, dato che all'inizio ciascun personaggio avrà un solo spray di primo soccorso e munizioni limitate per le armi. Oltre a ciò, è possibile raccogliere degli orologi contrassegnati da colonne luminose di colore giallo che aumentano il tempo disponibile per permettere al giocatore di effettuare più uccisioni durante il livello, mentre altri particolari colonne di orologi di colore verde forniranno un bonus che, per un tempo limitato, fornisce 1000 punti in più per ciascuna uccisione combo. Ogni livello possiede dei mini-boss i quali, se uccisi, forniranno un punteggio notevolmente maggiore rispetto ai nemici comuni. Tali mini-boss sono: le sorelle Bella che compariranno di tanto in tanto a coppie di due nel livello di El Pueblo, uno o più Garrador che compariranno nel livello del castello, uno o più J.J. che compariranno nel livello della base militare e un particolare nemico mai apparso nel gioco principale, dalla fisionomia di J.J. ma più veloce e simile per l'aspetto al Dr. Salvador. Esso imbraccia una motosega a doppia lama in grado di tagliare istantaneamente la testa al protagonista determinando il "Game Over", tale nemico appare nel livello della base acquatica dei Ganados, ed è stato soprannominato dai giocatori come "Super Dr. Salvador". Per ottenere un voto di almeno quattro stelle per sbloccare un nuovo personaggio in The Mercenaries è necessario raggiungere 40 000 punti, mentre per avere un voto di cinque stelle bisogna raggiungere almeno 60 000 punti. All'inizio infatti si avrà a disposizione solo Leon come personaggio giocabile. Completando i vari livelli con voti di 40 000 o superiori si sbloccheranno altri personaggi (livello El Pueblo: Ada Wong, livello castello: Jack Krauser, livello base militare: Hunk, livello base acquatica: Albert Wesker). Ottenendo cinque stelle di valutazione con tutti i personaggi di minigioco, in tutti i livelli, si sblocca l'arma nota nel gioco come Handcannon, una pistola magnum Smith & Wesson calibro 50 dall'enorme potenza di fuoco gratis dal mercante d'armi selezionabile iniziando una nuova partita del gioco principale come "Nuovo Round".

#### Assignment Ada
Assignment Ada invece è una storia alternativa. Contrariamente a Separate Ways che narra della missione di Ada (vedi sopra) in Resident Evil 4, e che è parallela al gioco principale che vede protagonista Leon, Assignment Ada mostra invece cosa sarebbe accaduto se la figlia del presidente non fosse mai stata rapita dalla setta degli Illuminados e se Ada fosse stata leale a Wesker e al suo progetto di far risorgere la Umbrella Corporation. Tale gioco si ambienta sull'isola degli Illuminados; compito di Ada (vestita in questo minigioco con una divisa tattica militare invece che con il suo distintivo vestito rosso) sarà affrontare l'esercito Ganados di Saddler e recuperare alcuni campioni di diversi rari tipi di Plagas, da consegnare poi a Wesker per permettergli di fondare una nuova Umbrella e creare un nuovo ordine mondiale, sfruttando il potere di tali parassiti. Boss finale di questo breve minigioco sarà un invidioso e mutato Jack Krauser che farà di tutto per intralciare Ada, deciso ad impedire che la donna si prenda da sola tutto il merito per il completamento della missione. Completando questo minigioco si ottiene il costume speciale 2 per la campagna di Leon.

## Personaggi

### Leon Scott Kennedy
Il protagonista del gioco, già apparso nella serie in Resident Evil 2. Ex poliziotto sopravvissuto all'incidente di Raccoon City e all'epidemia di virus T nel 1998, in questo episodio, ambientato nell'autunno del 2004, Leon Scott Kennedy è diventato un agente governativo che lavora per un'agenzia segreta sotto il diretto controllo del presidente degli Stati Uniti. La missione che gli è stata affidata è salvare proprio la figlia del presidente, Ashley Graham, rapita da alcuni terroristi, fanatici di una numerosa setta religiosa. Dopo essere maturato molto dai tempi di Raccoon City, Leon è divenuto un agente governativo con molta esperienza alle spalle e apparentemente invincibile, in grado di superare qualsiasi difficoltà gli si presenti davanti e di avere autocontrollo e velocità di pensiero analitico anche di fronte alle situazioni più disperate e ai vari mostri che gli ostacoleranno la missione. Leon riuscì ad ottenere tali abilità grazie ad un lungo addestramento condotto prima nei Marines dello US SOCOM (come scopriamo in Resident Evil: The Darkside Chronicles) e poi in un'agenzia privata della Casa Bianca per la quale adesso lavora.
Oltre che nel gioco principale, Leon è il primo personaggio giocabile nel minigioco The Mercenaries. Risulta il personaggio più facile da utilizzare, avendolo impersonato per l'intero gioco; avrà quasi il massimo dell'energia disponibile nel gioco, ma sarà armato con armi non troppo potenti, tra cui la pistola 9mm Blacktail, il coltello da combattimento survival e il fucile antisommossa, armi che sono comunque molto efficaci contro i Ganados più deboli. Come nel gioco principale, Leon dispone di tre tipi di mosse speciali contro i nemici storditi una volta avvicinatosi ad essi, potendo eseguire due tipi di "calcio" di arti marziali, il primo rotante ed il secondo basso, eseguibile sui nemici feriti alle gambe e caduti in ginocchio. Entrambi i tipi di "calcio" possono risultare fatali spaccando la testa dei Ganados semplici o mettendoli KO, soprattutto se già feriti. La terza mossa eseguibile da Leon è chiamata "suplex", notevolmente più forte dei due tipi di "calcio" e che risulta più spesso fatale per i nemici, spezzando il collo ai Ganados e causandone la morte. L'agente è in grado di eseguire tale mossa solo sugli Zealots (i Ganados "monaci") e i Militia (i Ganados militari) e solo se caduti in ginocchio. Leon è l'unico personaggio del minigioco The Mercenaries, oltre a Krauser, a possedere tre mosse speciali invece di due, sebbene le sue mosse risultino fatali solo se i nemici colpiti sono già danneggiati.

### Ashley Graham
La giovane figlia del Presidente, rapita dagli Illuminados. È l'obiettivo principale della missione di Leon, che farà di tutto per riportarla a casa sana e salva. Ashley seguirà Leon per gran parte del gioco, durante il quale il giocatore potrà impartirle anche degli ordini, come aspettare, nascondersi, aiutare Leon ad aprire delle porte o rimuovere degli ostacoli. I nemici, i Ganados, hanno il comando di rapire la ragazza e di riportarla a Lord Saddler, perciò più che ucciderla, tenteranno di portarla via con loro, per poterla riconsegnare al Lord, e se dovessero riuscirci la missione di Leon fallirà e il gioco andrà in game over. In una breve sezione di un capitolo del gioco principale si dovrà anche impersonare Ashley.

### Ada Wong
La bellissima spia che si veste di rosso, Ada Wong, anche lei già apparsa in Resident Evil 2 e sopravvissuta all'incidente di Raccoon City dove, dopo essere stata tramortita, riuscì a recuperare un campione di virus G, che consegnò ad Albert Wesker. Ada ritorna in questo gioco con una missione molto simile: rubare un campione di Plaga Leader alla setta degli Illuminados; anche questa missione le è stata affidata da Wesker. La donna sembra lavorare proprio per Wesker insieme a Jack Krauser, un mercenario che fa il doppio gioco nella setta degli Illuminados, per aiutare la donna a recuperare il campione.
In Resident Evil 4 Ada è, inoltre, la protagonista di due minigiochi/avventure, sbloccabili in tutte le versioni del gioco, tranne la primissima per Nintendo Gamecube: Assignment Ada e Separate Ways. Il primo è un minigioco non canonico alla storia dove Ada, ormai agente della Umbrella, dovrà recuperare 5 campioni di parassiti. Il secondo minigioco mostra invece l'avventura di Ada parallela a quella di Leon, dove ella segue gli ordini di Wesker per recuperare il campione di Plaga Leader. Alla fine, tuttavia, si scoprirà che Ada stava solo fingendo di lavorare per Wesker, ma alla fine lo tradirà, consegnando il campione di Plaga Leader ad un'altra organizzazione segreta.
Ada Wong può essere sbloccata come personaggio giocabile anche nel minigioco The Mercenaries, se con Leon si completa il livello del villaggio di El Pueblo con un voto almeno di quattro stelle. In The Mercenaries Ada sarà vestita in modo diverso rispetto alla storia principale, presentando un abito simile a quello da lei indossato in Resident Evil 2. Ada dispone di molta meno energia rispetto a Leon (circa la metà della barra salute), ma sarà meglio armata, possedendo la pistola 9mm "Vendicatore", in grado di perforare tre nemici allineati con un solo colpo, un coltello, la mitraglietta, il fucile di precisione semi-automatico con telescopio avanzato e tre granate incendiarie. Ada dispone di due mosse speciali, il "senpunkyaku", un calcio alto, e il "'kaitenkyaku", un tipo di calcio basso simile a quello posseduto da Leon, eseguibile sui nemici in ginocchio. Le mosse di Ada sono leggermente più deboli di quelle di Leon e quindi non sono sempre fatali.

### Ingrid Hunnigan
Una donna che lavora per l'agenzia governativa del presidente, come Leon. Ad Hunnigan è stato affidato il compito di fornire supporto tecnico all'agente durante la sua missione, perciò spesso, durante il gioco, contatta Leon dalla base tramite il suo cellulare wireless. Hunnigan darà dei buoni consigli a Leon durante il salvataggio di Ashley e gli fornirà importanti informazioni sulla setta degli Illuminados e, per questo motivo, ad un certo punto del gioco gli Illuminados saboteranno le comunicazioni tra lei e Leon, intromettendosi nel loro sistema wireless. Di fatto, da quel momento in poi, fino alla fine del gioco, Salazar e Saddler contatteranno Leon al posto di Hunnigan tramite il suo cellulare, tentando di distrarre l'agente o di dissuaderlo dal progredire nella missione. Dopo aver eliminato i due e dopo la distruzione dell'isola degli Illuminados, Leon riuscirà a riprendere le comunicazioni con Hunnigan, confermandole di aver completato la missione.

### Luis Sera
Luis Sera è un personaggio alquanto furtivo e misterioso. Nonostante abbia una gran paura di morire, come veniamo a sapere nel rapporto di Ada, Luis tenta di non farlo notare sdrammatizzando spesso la situazione con delle battute. Afferma di essere un ex-poliziotto, pentitosi di aver lavorato come tale e, tramite degli appunti che si trovano nel gioco, si scopre che lui in un primo momento aderì alla ricerca sulle Plagas, riuscendo a scoprirne alcune caratteristiche importanti, caratteristiche che gli Illuminados usarono tuttavia per creare i Ganados e diversi mostri, come El Gigante, i Verdugo, i Novistadors e i Regeneradores. Una volta scoperti i piani di Lord Saddler, Sera preferì allontanarsi dalla setta degli Iluminados, pur sapendo di essere in pericolo così facendo. Incontrando Leon e Ashley nel corso dell'avventura, decide di aiutarli, ma finisce per venire ucciso nel castello di Salazar da Saddler in persona, che recupererà il campione di Plaga Leader da lui sviluppato. Prima di morire, fornirà a Leon un medicinale per ritardare l'evoluzione del parassita iniettatogli dagli Illuminados. Grazie ad uno dei suoi rapporti, Leon ed Ashley riusciranno anche a trovare un macchinario sviluppato da Luis, il quale elimina le Plagas da un corpo infetto tramite delle speciali radiazioni ed in questo modo i due riusciranno a liberarsi dei parassiti poco prima di trasformarsi in Ganados.

### Albert Wesker
L'antagonista principale della serie sarà latitante in questo gioco e non comparirà fisicamente, pur venendo citato da Leon, Ada e Krauser in alcuni capitoli. Tuttavia, Wesker fa delle apparizioni nell'avventura di Ada Wong, Separate Ways, dove verrà mostrato in una lontana base operativa, intento a seguire l'intera vicenda tramite il satellite spia della Umbrella, che ha orientato verso El Pueblo. Inoltre, grazie ad un super computer della compagnia, Wesker spesso contatta via wireless Ada, alla quale ha affidato la missione di aiutare Jack Krauser, un mercenario che si è unito alla sua organizzazione per aiutarlo a fondare una nuova Umbrella, con l'intento di creare un nuovo ordine mondiale. Krauser aveva il compito di rubare un campione di Plaga Leader a Lord Saddler, facendo il doppio gioco con la setta degli Illuminados, fingendosi un loro seguace per poterli tradire al momento più opportuno, rubando loro il suddetto campione. Non fidandosi di Krauser, il Lord non gli permise tuttavia di entrare nella sua cerchia più stretta, non permettendogli dunque di avvicinarsi al campione, e fu così che Wesker inviò Ada ad aiutare Krauser. Mentre quest'ultimo avrebbe continuato a fare il doppio gioco con la setta coprendo la missione di Ada che, agendo nell'ombra, avrebbe tentato di arrivare a Saddler e rubare il campione. Krauser, infatti, non poteva più ribellarsi al Lord per ottenere il campione, essendosi fatto somministrare le Plagas di controllo, che niente possono contro un portatore di Plaga Leader come Saddler. A seguito del rapimento di Ashley e dell'entrata in scena di Leon, Wesker inizierà a vedere l'agente come un pericolo verso il suo obiettivo e ordinerà più volte ad Ada di eliminarlo, ma quest'ultima troverà sempre un pretesto per tenerlo in vita. Per questo motivo, affiderà il compito di eliminare Leon a Krauser, il quale verrà tuttavia sconfitto. Wesker vedrà quindi in Leon un grande potenziale che lo avrebbe aiutato a sua insaputa ad ottenere il campione. Pertanto, Wesker ordinerà ad Ada di utilizzare l'agente per farlo combattere contro Saddler, per poi ottenere il campione uccidendo il sopravvissuto dello scontro, il quale sicuramente non sarebbe stato in buone condizioni dopo il combattimento. Tuttavia, Wesker non si fidava di nessuno dei suoi agenti fin dal principio e quindi, saputo della morte di Krauser, inviò una squadra di altri suoi agenti a prelevare un campione di Plagas di controllo dal suo cadavere mutato, in modo da assicurarsi almeno un tipo di Plagas superiori. Infatti, Ada Wong tradirà Wesker, aiutando Leon ad uccidere Saddler e poi consegnando il campione di Plaga Leader ad una organizzazione avversaria.
Durante Separate Ways, Wesker contatta Ada da una postazione segreta, forse un bunker, dal quale utilizza il satellite della Umbrella per seguire i movimenti di Ada e si serve di un super computer per ottenere informazioni sulle persone coinvolte nella missione. In Resident Evil: The Umbrella Chronicles, scopriamo che la suddetta postazione era la base principale della Regina Rossa, il super computer utilizzato da uno degli ex dirigenti della Umbrella, Sergei Vladimir, che, un anno prima degli eventi di Resident Evil 4, era stato ucciso da Wesker stesso, che si era quindi appropriato dell'intera postazione segreta della Regina Rossa, del satellite della Umbrella e di tutti gli archivi e i dati relativi alla compagnia contenuti nel super computer. Fu proprio Wesker a tradire Ozwell E. Spencer e la Umbrella, agendo come informatore anonimo per inviare al governo statunitense i dati ottenuti dal computer della Regina Rossa per provare la colpevolezza della compagnia nell'incidente di Raccoon City, causando quindi il crollo della Umbrella verso la fine del 2003. Con il crollo della compagnia, accusata ormai di bioterrorismo, Spencer si diede alla latitanza per non essere processato, in quanto fondatore della Umbrella. Wesker, invece, aveva in mente di creare una nuova Umbrella diretta da lui stesso per poter conquistare il mondo. Per raggiungere questo obiettivo, intendeva procurarsi un campione di Plaga Leader.
Wesker compare in Resident Evil 4 anche nei minigiochi non canonici Assignment Ada e The Mercenaries, in quest'ultimo sarà un personaggio giocabile, dopo essere stato sbloccato completando il livello della base acquatica dei Ganados con un voto di quattro stelle con qualsiasi personaggio. Possiede quasi il massimo dell'energia disponibile e sarà equipaggiato di armi molto potenti, tra cui una pistola con silenziatore, la magnum "Killer 7", il fucile di precisione semi-automatico, quattro granate normali, una incendiaria e tre accecanti. Grazie ai suoi super poteri, dovuti al virus da lui posseduto, Wesker, in questo minigioco presenterà anche alcune mosse potentissime e fatali per la maggior parte dei nemici, come lo "shotei", un pugno che scaraventa i nemici colpiti a diversi metri di distanza e che uccide istantaneamente i Ganados semplici, e il "chaiko chagi", un calcio di arti marziali, eseguibile quando i nemici sono in ginocchio, e che spezza il collo ai Ganados semplici, determinandone la morte. Tuttavia Wesker, a differenza di Leon, Ada e Krauser, non possiede il coltello estraibile con l'apposito tasto ("R1" su PS2 e PS3) e, quindi, impersonandolo, si sarà costretti a sprecare proiettili per rompere casse, vasi e barili per ottenere munizioni e oggetti curativi.

### HUNK
Presente solo in "The Mercenaries". Altro sopravvissuto di Raccoon City e famigerato ex agente della Umbrella, riuscì a portare a termine la missione di recuperare un campione di virus G, consegnandolo alla sua compagnia nel lontano 1998, dopo essere sopravvissuto ad un mutato William Birkin. Considerato spietato e letale, tanto da essersi guadagnato il rispetto degli altri agenti della Umbrella, che gli attribuiscono l'appellativo di Mr. Morte.
Non ha alcun ruolo nella storia di questo gioco, ma vi compare comunque come personaggio giocabile nel minigioco "The Mercenaries". Hunk potrà essere sbloccato ottenendo un voto di quattro stelle o superiore nel livello della base militare con qualunque altro personaggio del medesimo minigioco. HUNK possiede una sola arma da fuoco la quale, tuttavia, sarà una speciale mitraglietta modificata (utilizzata da Krauser durante lo scontro con Leon), arma che, sebbene appaia molto simile alla mitraglietta standard presente nel gioco, ha in realtà una potenza di fuoco notevolmente maggiore e un calcio incorporato che riduce il rinculo. HUNK dispone anche di tre granate esplosive. La forza di questo personaggio sta nelle sue mosse speciali, soprattutto la prima, lo Scappa-collo, in grado di uccidere istantaneamente anche mini-boss, quali le sorelle Bella, poiché, come suggerisce il nome della mossa, HUNK aggira il nemico stordito e, con una veloce manovra, gli rompe l'osso del collo, uccidendolo all'istante (lo "Scappa-collo" viene utilizzato da HUNK anche in Resident Evil: The Umbrella Chronicles e Resident Evil: Operation Raccoon City). La sua seconda mossa eseguibile sui nemici in ginocchio è un Calcio con rincorsa che, a differenza della prima, non risulta sempre fatale per i nemici. HUNK possiede meno energia di Leon e Wesker, ma più di Ada. Come Wesker, anche HUNK non possiede il coltello.

### Mercante d'armi
Questo misterioso individuo funge da tramite tra il giocatore e le armi acquistabili e potenziabili nel gioco. Egli, infatti, si fa pagare in peseta e in oggetti preziosi, e, in cambio, fornisce molti tipi di armi da fuoco, che è anche in grado di modificare e potenziare, fornendo inoltre almeno due spray di primo soccorso (uno nel caso il giocatore ne sia già impossesso). Se si uccide il mercante d'armi, esso ricomparirà comunque in altre zone della mappa. Porta il cappuccio e ha il volto quasi interamente celato, ha una postura curva e una voce decisamente rauca. Nella trama del gioco non viene rivelato alcunché su quest'uomo; né la sua identità, né il perché si trovi in un posto tanto remoto a vendere armi e nemmeno se si tratti di un solo individuo o di più persone che usano lo stesso aspetto (visto che lo si può incontrare in diverse zone della mappa, anche a distanza di poco tempo, e uccidendolo esso continuerà ad apparire in altre zone). Sembra anche lui essere un Ganado, avendo l'iride che si illumina nel buio che contraddistingue gran parte degli infetti da Plagas, ma sembra sfuggire in qualche modo al controllo di Saddler.

## Nemici
I nemici principali di Resident Evil 4 non sono più zombi infetti dal virus T, bensì esseri molto più forti, aggressivi e resistenti, ma allo stesso tempo furbi e intelligenti, nonché capaci di parlare tra loro e organizzare piani per catturare il giocatore. Inoltre, possono impugnare armi per attaccare. Tali nemici sono infetti da un parassita chiamato Las Plagas, e vengono chiamati Los Ganados ("Il Bestiame" per indicare la loro incapacità di intendere e di volere a causa del parassita).

### Las Plagas
Parassiti mutanti, che si distinguono a seconda della specie e del grado di evoluzione. Vengono diffusi dagli Illuminados sotto forma di uova tramite un'iniezione sul collo, in modo da far sviluppare i parassiti nell'organismo delle persone portandole, dopo alcune ore, alla trasformazione in Ganados. Esistono vari tipi di Plagas: Leader, di controllo e subordinate; ciascuno dei quali conferisce poteri differenti all'infetto.

### Los Ganados
I nemici base del gioco, sostituiscono gli zombi dei precedenti capitoli della saga. Più veloci, resistenti e intelligenti degli zombi, all'apparenza sembrano dei normali esseri umani, ma possiedono in realtà il terribile parassita, le Plagas, che li rende molto violenti, privi di una volontà propria e della consapevolezza dei terribili omicidi che commettono. Attaccano sia fisicamente, tentando di strangolare il nemico, che con armi di vario genere tra cui accette, coltelli, rastrelli, motoseghe, ma anche con armi da fuoco, come mitragliatrici Mini-Gun. Esistono tre tipi di Ganados: i contadini che si incontrano ad El Pueblo e nei sotterranei del castello di Salazar, gli Zealots, ovvero fanatici religiosi della setta degli Illuminados vestiti con tuniche, che si incontrano nel castello di Salazar, e i Militia o Commandos, ovvero Ganados particolarmente resistenti messi a protezione dell'isola degli Illuminados e che fanno parte dell'esercito privato di Lord Saddler.

### Lord Osmund Saddler
L'antagonista principale del gioco, nonché boss finale. Considerato una divinità dagli Illuminados, si definisce il decano del culto religioso ed è colui che ha permesso alla setta di risorgere. Ha convinto Salazar ad organizzare degli scavi nel suo castello per liberare i parassiti, le Plagas, in modo da infettare il villaggio di El Pueblo e fondare un suo esercito di Ganados. Saddler stesso è affetto dai parassiti, ma ha trovato un modo per controllare la Plaga Leader da lui posseduta, con cui è in grado di controllare gli altri infetti potendo, al contempo, beneficiare di poteri superiori. Saddler è la mente dietro al rapimento di Ashley, avendo organizzato un piano per infettare gli Stati Uniti grazie ai parassiti servendosi della ragazza, ma volendo prima ottenere un riscatto di 20 milioni di dollari dal presidente per mobilitare il suo esercito di Ganados, con cui intendeva conquistare il mondo. Lo si incontra la prima volta nella chiesa del villaggio, in seguito lo si incontrerà più volte in vari capitoli del gioco, ma lo si dovrà affrontare solo alla fine dove, dopo che Leon ha neutralizzato i suoi piani nonché tutti i suoi alleati, si renderà conto di non avere più altre alternative e deciderà, pertanto, di rinunciare alla sua forma umana liberando la Plaga Leader che possedeva nel suo corpo, trasformandosi in un enorme mostro dalle sembianze di un ragno gigante, invulnerabile a tutti i tipi di proiettile su tutto il corpo, eccetto che su alcuni occhi che possiede sulle zampe e nella bocca, che sono, di fatto, i suoi unici punti deboli. Tale mostro risulta, inoltre, in grado di spiccare enormi salti e di impalare un uomo con le sue zampe, oltre a poter tagliare la testa di un essere umano tramite delle zanne affilate. Verrà eliminato definitivamente da un colpo di lanciarazzi speciale da Leon. Saddler può essere affrontato anche nella sua forma apparentemente umana nel minigioco Separate Ways nei panni di Ada Wong, dove apparirà notevolmente più veloce che nella sua forma mutata, ed in grado di rigenerarsi svariate volte.

### Ramon Salazar
Il proprietario di un castello vicino al villaggio di El Pueblo, ultimo discendente dell'antica famiglia aristocratica dei Salazar, venne convinto da Saddler ad aderire al culto degli Illuminados. Ha impartito la fede cieca per la setta anche ai suoi sottoposti, facendoli diventare una sorta di "monaci" del culto degli Illuminados. Reso folle a sua volta dal fanatismo per la setta, si fece convincere a liberare le Plagas rinchiuse nel suo castello dal suo antenato, il primo castellano, nel 1834, "per espiare i peccati della sua famiglia", infettando i suoi sottoposti ed in seguito l'intero villaggio di El Pueblo. A Salazar venne concesso da Lord Saddler di iniettarsi delle Plagas di controllo che gli permettono di non diventare un Ganado succube del parassita, ma di impartire la sua volontà agli altri infetti, eccetto a Lord Saddler, che possiede l'ancora più potente Plaga Leader. Le Plagas difficilmente si adattano ad un corpo piccolo e, essendo Salazar affetto da nanismo, il parassita portò la pelle dell'uomo ad un precoce invecchiamento che lo fa sembrare vecchio, benché dica di avere solo vent'anni. Non possedendo grandi abilità anche dopo l'infezione a causa della sua minuta statura, Salazar si fa difendere da due mostri molto forti chiamati Verdugo, che vengono da lui usati come sue guardie del corpo. Cercherà molte volte di eliminare Leon con le trappole del suo castello e incaricando del suo omicidio uno dei due Verdugo, che si rivelerà un mostro instancabile e molto forte, ma che verrà tuttavia ucciso dall'agente. Messo alle strette da Leon, Salazar sarà dunque costretto a mutare, fondendosi insieme all'altro suo Verdugo con una pianta carnivora resa gigante da un particolare tipo di Plaga, trasformandosi in un mostro gigantesco, di cui Salazar stesso, nella sua forma mutata, ne costituirà il nucleo. Nonostante l'impressionante trasformazione, verrà comunque eliminato da Leon.

### Bitores Mendez
Il capo del villaggio di El Pueblo. Bitores è un uomo che ha raggiunto un'altezza molto elevata e una forza spropositata a causa di una malformazione causata dai geni della Plaga di controllo a lui affidata da Saddler, in modo che egli potesse impartire ordini ai Ganados di El Pueblo. Anch'egli ha aderito al culto degli Illuminados, sebbene con meno fanatismo di Salazar, ma con altrettanta devozione. Grazie ai poteri disumani assunti con il parassita, Mendez riesce a mettere facilmente fuori combattimento Leon durante il loro primo incontro. Successivamente, risparmierà la vita a Leon dopo essersi accorto che il Lord lo aveva infettato con i parassiti. Tuttavia, quando l'agente arriverà a mettere in serio pericolo il villaggio, Mendez interverrà nuovamente per fermarlo, sfruttando i parassiti per potenziare a dismisura il suo corpo, ma venendo tuttavia eliminato da Leon, che gli spezzerà la spina dorsale dopo svariati colpi di arma da fuoco.

### Jack Krauser
Ci viene presentato come un ex collega di Leon, e nel gioco The Darkside Chronicles, uscito diversi anni dopo, verrà spiegata meglio la sua storia: Krauser era un marine veterano dello US SOCOM, che vantava numerosi successi sul campo di battaglia. Quando Leon fu assegnato anch'egli ai Marines, nel 2002, lavorò in squadra con Krauser per distruggere il Virus T-Veronica che si stava propagando in Sud America e che avrebbe minacciato l'ecosistema globale. Tuttavia, Krauser fu tenuto all'oscuro del vero obiettivo della missione, credendo semplicemente di dover arrestare un narcotrafficante che aveva avuto dei contatti con la Umbrella. Venuto a conoscenza del fatto che il presidente aveva preferito Leon a lui per questa missione, Krauser si sentì tradito dal governo americano. Complice anche un infortunio che subì durante la missione, Krauser abbandonò l'esercito per poi fingere la sua morte in un incidente nel corso dello stesso anno.
In realtà, Krauser aveva deciso di schierarsi dalla parte di Albert Wesker, che lo aiutò a recuperare parzialmente la sua forza, convincendolo delle sue ideologie per farsi aiutare nel suo piano: far rinascere la Umbrella, per creare un nuovo ordine mondiale. Venuto a sapere dell'esistenza delle Plagas, Wesker inviò Krauser a spiare la setta degli Illuminados, dalla quale fu tuttavia catturato. Fingendosi pentito, Krauser aderì al culto degli Illuminados, ma solo per poter fare il doppio gioco con la setta e recuperare un campione di Plaga Leader per conto di Wesker. Per guadagnarsi la fiducia del Lord, Krauser si propose di aiutarlo a catturare la figlia del presidente, Ashley Graham, sfruttando le informazioni riservate a cui poteva accedere, in qualità di ex agente al servizio del governo. Per la riuscita della missione, Saddler permise a Krauser di iniettarsi le Plagas di controllo per comandare un gruppo di Illuminados e rapire la ragazza. Possedendo già abilità superiori alla norma, essendo un ex Marine, l'infezione delle Plagas trasformarono Krauser in un super-umano donandogli forza e velocità incredibili. Possedendo Plaga di controllo, Krauser può inoltre decidere quando usare le sue super abilità derivate dai parassiti oltre ad avere la capacità di controllarli e di controllare anche gli infetti comuni che possiedono Plagas subordinate. Con questi nuovi poteri, per Krauser fu facile organizzare il rapimento di Ashley assieme ad un gruppo di Illuminados. In seguito consegnò la ragazza a Lord Saddler sperando di diventare un suo uomo di fiducia e sapere dove nascondesse il campione di Plaga Leader, e rubarlo, ma così non fu e il Lord continuò a tenergli tale informazione segreta. Stanco di aspettare la riuscita del doppio gioco di Krauser, Wesker inviò Ada Wong ad aiutarlo nella missione di recuperare il campione di Plaga Leader di Saddler. Krauser non vide affatto di buon occhio tale decisione diffidando della donna. Inoltre con l'arrivo di Leon, intento a liberare la figlia del presidente, l'astio di Krauser nei confronti del suo ex collega si riaccese, e per questo motivo, fu ben lieto di ricevere, sia da Saddler che da Wesker, l'ordine di eliminare Leon. Krauser tenderà all'ex collega svariati agguati, sfruttando al massimo le sue abilità sovrumane assunte con i parassiti, ma finirà comunque per venire sconfitto e tramortito dopo un lungo scontro con Leon. Con le ultime forze rimastegli, Krauser tenterà di eliminare Ada Wong, che aveva scoperto aiutare Leon ed avere interessi diversi dai suoi e da Wesker, ma la donna riuscirà ad ucciderlo dopo un breve combattimento, approfittando delle precarie condizioni di Krauser, il cui fisico era già molto danneggiato dopo la battaglia con Leon.
Krauser sarà disponibile come personaggio giocabile nel minigioco "The Mercenaries", venendo sbloccato dopo aver completato il livello del castello di Salazar con un voto di quattro stelle con qualsiasi personaggio. Krauser, grazie alle Plagas da lui possedute, sarà il personaggio più potente in "The Mercenaries", avendo il massimo dell'energia disponibile, essendo più veloce degli altri personaggi a correre e a saltare, e possedendo tre mosse speciali, quasi tutte fatali.

## Versioni
Prima della pubblicazione del gioco, la Capcom annunciò che Resident Evil 4 sarebbe uscito in esclusiva per GameCube, ciononostante venne confermata anche un'edizione limitata per PlayStation 2, con contenuti aggiuntivi.

### Versione originale GameCube
La prima versione di Resident Evil 4 fu la versione Nintendo GameCube pubblicata nel gennaio del 2005. Tale versione è divisa in due dischi da 1,5 GB. Per essere la prima versione del gioco risulta una delle migliori, insieme alle più recenti versioni HD e Wii, sia nel comparto grafico che nel sonoro. Anche gli effetti luci e ombre sono molto presenti, e anche alcuni particolari dei vari paesaggi come la polvere, il fumo o il fuoco. I filmati sono caricati in tempo reale col gioco, ed insieme alle versioni HD e Wii, la versione GameCube è l'unica in grado di caricare i filmati in tempo reale. Infatti il giocatore porta i costumi extra ed il gibernaggio anche nei filmati, cosa che non avviene nella versione PlayStation 2 e PC. I filmati sono nitidi a differenza della versione PlayStation 2 dove sono decisamente meno definiti. Nonostante ciò nel comparto grafico a prima vista la versione GameCube e quella Playstation 2 non risultano molto differenti, ma a causa della potenza maggiore della console Nintendo a differenza della console Sony, alcuni particolari grafici e sonori risultano migliori nella versione originale per GameCube. In questa versione è presente un costume extra, ma non gli speciali contenuti aggiuntivi della versione Playstation 2.

### Versione PlayStation 2
La versione di Resident Evil 4 per PlayStation 2 fu pubblicata nell'autunno del 2005. In questa versione vengono introdotti nuovi contenuti e modalità aggiuntive, come la modalità Separate Ways, che permette di ripercorrere la storia del gioco dal punto di vista di Ada Wong. In questa versione è stato introdotto un nuovo costume alternativo per i due personaggi principali, una nuova, devastante arma laser chiamata P.R.L.412, una risoluzione grafica di 16:9 e infine un browser per visualizzare tutti i filmati del gioco. Questi nuovi contenuti aggiuntivi contribuiscono ad aumentare la già elevata longevità del gioco, alzando il livello della conversione PlayStation 2, andando a compensare in un certo modo le mancanze tecniche di questa conversione rispetto a quella per GameCube. La versione per PlayStation 2, è stata pubblicata anche come Limited Edition, contenente la mappa del gioco e un disco bonus che mostra lo sviluppo e i retroscena del gioco.

#### Differenze nel comparto grafico e sonoro
Per quanto riguarda il comparto grafico, presa singolarmente la versione PS2 non sembra essere molto differente dall'originale per GameCube. Ma a causa della potenza hardware inferiore della console Sony, sono stati necessari diversi downgrade grafici, che hanno portato alla riduzione di effetti particellari come la polvere sollevata dal vento visibile nel villaggio o quelli che riproducevano effetti climatici, esplosioni ecc, oltre alla scomparsa degli shader per la resa grafica dell'acqua e delle superfici liquide, e l'attenuazione degli effetti e delle fonti di luce e di ombre. È stato ridotto anche il numero di poligoni, sia per gli scenari che per i vari personaggi del gioco. Il gioco gira a una velocità lievemente inferiore a quella dell'originale, con alcuni rallentamenti sporadici che in ogni caso non influiscono negativamente sull'esperienza di gioco.
Altre differenze riscontrabili sono la presenza del gioco in un unico DVD mentre la versione per GameCube è divisa in 2 dischi da 1,5 GB e in considerazione di ciò, laddove la console Nintendo adoperava una compressione di tipo hardware garantendo una qualità ottimale, sulla console Sony si è invece adoperata una compressione via software a causa della differente architettura.
Ciò ha portato anche ad un'evidente perdita di qualità del sonoro riscontrabile soprattutto nei filmati.
Sempre a causa delle inferiori capacità hardware i filmati di questa versione non sono più in tempo reale ma precaricati e compressi.
A causa di ciò, il protagonista non indossa i costumi alternativi nei filmati a differenza di quanto accadeva nell'originale risultando inoltre meno definite.
Nonostante queste considerazioni, la conversione per PlayStation 2 risulta tecnicamente comunque di alto livello rispetto alla vasta linea di giochi disponibili per la console, grazie a un processo di ottimizzazione molto efficace che riesce a mascherare le molte mancanze nel comparto tecnico rispetto alla versione originale. Per quanto riguarda la grafica, Resident Evil 4, può infatti venire considerato uno dei migliori videogiochi per PlayStation 2.

### Versione PC
La versione PC di Resident Evil 4 è la seconda conversione del titolo Capcom, realizzata da SourceNext e distribuita da Ubisoft. È stata ripresa la realizzazione tecnica della versione per PlayStation 2 ritenuta probabilmente più adatta ad essere scalata sulle varie fasce di PC dato l'engine più leggero. Ciò ha portato ad un'ulteriore perdita di qualità nel comparto tecnico che già nell'edizione PlayStation 2 aveva presentato una grafica inferiore alla versione originale. La versione PC risulta ancor meno definita andando a riprendere la risoluzione Ps2 e abbassandone ulteriormente la qualità. Ciò ha portato ad una cattiva ottimizzazione tecnica del titolo per PC, soprattutto nei filmati che risultano estremamente sbiaditi, e una grafica di gioco assolutamente non all'altezza delle versioni per console. La versione PC risulta infatti priva di effetti di luce e ombre. Ciò ha portato il realismo del gioco ad essere nettamente inferiore per PC anche rispetto alla versione PlayStation 2. In molte parti, il gioco per computer ricorda molto un film in bianco e nero proprio a causa della mancanza di effetti, che lo rendono molto scuro. Questi problemi tecnici vengono tuttavia risolti tramite una patch ufficiale che portano l'edizione per PC a raggiungere per lo meno il livello grafico dell'edizione per PlayStation 2. Sono inoltre presenti diverse patch non ufficiali in grado di potenziare il gioco fino a portarlo ad essere giocato in alta qualità. La versione PC riprende inoltre in contenuti aggiuntivi e in minigiochi l'edizione PS2 mentre, relativamente ai controlli, la versione PC è priva del basilare utilizzo del mouse in combinazione con la tastiera, anche se è possibile abilitarla avviando il gioco con MouseAim.

### Wii Edition
Ribattezzata per l'occasione col sottotitolo Wii Edition, questa versione per Wii è la più completa in quanto unisce la realizzazione tecnica della versione originale per GameCube con i contenuti aggiuntivi esclusivi della versione per PlayStation 2. Nonostante ciò, in questa versione sono presenti alcune differenze. L'arma laser P.R.L.412 risulta più devastante, in quanto i tempi di caricamento del colpo caricato sono decisamente più rapidi, mentre il raggio laser principale si divide in più raggi che vanno a colpire automaticamente ogni nemico e ostacolo presente sullo schermo. La modalità Separate Ways è stata rielaborata col motore grafico originale, risultando più fluida e omogenea come l'avventura principale, mentre i filmati presenti nel browser non sono in tempo reale, ma ripresi dalla versione PlayStation 2, anche se con una qualità video superiore. Nonostante ciò i filmati sono in tempo reale durante il gioco visto che compaiono i costumi speciali, a differenza di quanto accadeva nell'edizione PS2. Tuttavia, il secondo costume alternativo inspiegabilmente non compare nei filmati in tempo reale, se non in una delle primissime sequenze. I tempi di caricamento già brevi, in questa versione sono stati ridotti ulteriormente, e alcuni glitch presenti nella versione originale e in quella PS2, sono stati corretti. In questa versione è inoltre disponibile la risoluzione a 16:9 come nella PS2. Scompare il mirino laser sostituito da un mirino immaginario, che si illumina di rosso quando si mira un nemico, o qualcos'altro di distruggibile. Questa versione è stata resa disponibile il 2 febbraio 2016 sull'eshop della Wii U.

#### Differenze nei controlli
La caratteristica principale di questa versione è l'utilizzo dell'accoppiata Wii Remote e Nunchuk: mentre la gestione della telecamera è affidata ai classici tasti direzionali.
Il movimento del protagonista è affidato alla levetta analogica del Nunchuk, i sensori di movimento del controller vengono utilizzati per mirare direttamente a schermo e sparare, raggiungendo livelli di precisione impossibili con l'utilizzo di controller tradizionali. Quando viene utilizzato il Wii Remote, viene mostrato costantemente sullo schermo un reticolo circolare, che sostituisce il puntatore laser e cambia colore nel caso si punti i nemici o oggetti con i quali interagire passando dal verde al rosso. Oltre alla gestione della mira, i sensori di movimento vengono sfruttati anche per simulare il fendente del coltello, che in questa versione consente di effettuare coltellate multiple puntando automaticamente verso nemici, oggetti e ostacoli vicini velocizzando ancor di più il gameplay. Anche le azioni Quick Time Event richiedono l'utilizzo dei movimenti. Alternativamente, è possibile utilizzare il Classic Controller con la configurazione dei controlli che diviene identica a quelli tradizionali perdendo dunque tutti i vantaggi dei controlli a sensori.

### Mobile Edition
La versione per cellulare di questo gioco, chiamata Biohazard 4 Mobile Edition, è stata pubblicata in Giappone il 1º febbraio 2008. Questo gioco venne annunciato inizialmente da Capcom al TGS del 2007. A differenza dell'originale, la storia principale di questa versione del gioco è divisa in sezioni anziché essere lineare.
I filmati di gioco sono stati sostituiti da schermate fisse mentre la durata del gioco era stata notevolmente ridimensionata portando come Boss finale il "servo di Salazar", cioè il "Verdugo" in tonaca rossa. Dopo svariati aggiornamenti, ha tutti i capitoli mancanti e finisce con la battaglia contro Lord Saddler.
Graficamente seppur con le dovute proporzioni è incredibilmente fedele all'originale seppur l'interazione sia drasticamente ridimensionata e talvolta i nemici risultino colorati in azzurro.
È inoltre presente una modalità Mercenaries più complessa.
Questa versione è stata poi riadattata per iPod Touch e iPhone che dispongono di controlli senza tasti fisici emulati con il touch screen.
A causa della mancanza di tasti le azioni risultano più macchinose e lente da eseguire.
È stata inoltre annunciata recentemente la versione iPad Edition che non dovrebbe discostarsi dalla Mobile edition per iPhone.

### Revival Selection HD
Il 23 marzo 2011 Capcom annunciò l'uscita di un pacchetto delle versioni di Resident Evil 4 e Resident Evil Code: Veronica completamente rimasterizzate in HD. L'uscita è avvenuta a fine 2011 ed in Europa è stata disponibile esclusivamente tramite download utilizzando i servizi online di PlayStation 3 e Xbox 360. Inoltre è possibile comprare la rimasterizzazione dei due giochi in HD anche separatamente, dove la versione in alta definizione di Resident Evil 4 è denominata semplicemente HD Edition.
Questa conversione porta in alta definizione il gioco adattandolo alla grafica delle nuove console, PS3 e Xbox 360. Come contenuti aggiuntivi, vengono inoltre ripresi le modalità speciali e i contenuti speciali dell'edizione PS2. Nonostante la grafica risulti in alta definizione, molti giocatori si sono lamentati di alcuni problemi di texture relativi alla frettolosa elaborazione in HD di un gioco inizialmente pensato per essere giocato ad una risoluzione di 480p. In effetti non è difficile notare come in molte parti del gioco in HD esso riprenda la grafica Wii e GameCube migliorate solo con una risoluzione più avanzata, non sfruttando comunque a pieno la potenza delle nuove console. Inoltre mentre i filmati del gioco principale vengono caricati in contemporanea col gioco e migliorati con una grafica in alta definizione, i filmati del minigioco "Separate Ways" a differenza di quelli del gioco principale, inspiegabilmente, sono precaricati e riproposti non in HD, ma con la stessa risoluzione grafica dell'edizione Wii.

### Resident Evil 4 Ultimate HD Edition
È stata annunciata nel corso di gennaio 2014, una nuova versione del gioco chiamata Resident Evil 4 Ultimate HD Edition che si caratterizza per un comparto grafico interamente ricostruito in alta definizione e a 60 frame al secondo. Il gioco è uscito su PC il 28 febbraio 2014 al prezzo di 19,99€ solo in versione digitale. Questa conversione va a potenziare ulteriormente la normale HD Edition andando a correggere gli errori di alcune texture della precedente versione e proponendo un'ottimizzazione grafica HD ancora superiore. Ciò nonostante anche questa conversione continua ad usare i filmati pre-caricati e con la stessa risoluzione grafica dell'edizione Wii anche se solo per il minigioco "Separate Ways" e non per il gioco principale che come l'HD Edition presenta filmati in alta definizione.

### Resident Evil 4 Remastered
Questa versione del gioco rimasterizzata con ulteriori rifiniture per quanto riguarda il comparto grafico e sonoro, è stata pubblicata come edizione digitale il 30 agosto 2016, per PlayStation 4 ed Xbox One. Il titolo gira a 60 FPS con risoluzione a 1080p. Questa edizione del gioco è la stessa versione di quella Steam. Come per PlayStation 3 il titolo è senza trofeo di platino e non è compatibile con RE.Net.
L'ultima versione uscita in commercio è quella per Nintendo Switch. Non ha alcuna differenza a livello grafico rispetto a quella per PS4, Xbox One e PC, la differenza sta nel frame rate che soffre di qualche sporadico calo.

## Confronti territoriali
La versione Giapponese del gioco ha subito notevoli tagli per quanto riguarda le scene violente, come le varie scene di morte, le decapitazioni con la motosega, oppure la scena in cui il boss El Gigante uccide i Ganados, eliminando le parti più cruente. Mentre nelle fasi ingame, si nota l'incapacità di far esplodere la testa degli avversari con un headshot ben piazzato, sentendo di fatto solo il rumore della testa esplosa, ed è presente una minore dose di sangue.
Inoltre il livello di difficoltà è stato drasticamente ridotto per far fronte alle esigenze degli utenti giapponesi, che sono poco avvezzi a giocare titoli frenetici e d'azione.
La versione Wii giapponese contiene due livelli di difficoltà più bassi, ovvero Easy e Amateur.
Le versioni USA e PAL sono praticamente identiche a livello di contenuti (che sono integrali in queste versioni), cambia solo la possibilità di scegliere anche la difficoltà Easy nella versione europea (la quale non permette di accedere ad alcuni luoghi difficili), oltre alla mancanza della modalità Normal e il mancato supporto per i 480 progressivi, rispetto alla versione NTSC-USA, presenti solo in versione PAL per la versione PS2 e Wii.
In occidente, unicamente la versione PAL tedesca è stata censurata, prevedendo tutte le censure presenti nell'edizione giapponese, inoltre essa prevede anche l'eliminazione delle modalità extra, come The Mercenaries e Assignment: Ada. Mentre solo per l'Australia, la versione GameCube presenta una versione collector edition, contenente il DVD bonus presente nel bundle del gioco, con la console griffata.

## Versione beta
Inizialmente, il gioco doveva essere incentrato sul virus Progenitor (che in Resident Evil 5 scopriamo essere il virus che ha donato a Wesker la sua forza sovrumana). Era già stato prodotto anche un trailer in cui veniva mostrata una storia secondo cui Leon veniva contagiato dal virus e avrebbe dovuto far fronte a diverse inquietanti allucinazioni da esso causate. Il gameplay di tale gioco risultava più simile al vecchio stile dei primi Resident Evil pur possedendo delle innovazioni che furono mantenute nella versione attuale del gioco.

## Remake
Un remake di Resident Evil 4 è stato ufficialmente annunciato il 2 giugno 2022, durante una presentazione virtuale, al PlayStation State of Play. È stato distribuito per PlayStation 5, Xbox Series X e Series S, PlayStation 4 e Steam il 24 marzo 2023.

## Edizione VR
A ottobre 2021 è uscita la versione in realtà virtuale di Resident Evil 4 per Oculus Quest 2 e sviluppata dallo studio americano Armature Studio, nella quale è possibile rigiocare gli eventi del gioco controllando Leon in prima persona tramite l'apposito visore VR. Il gameplay è stato adattato alla realtà virtuale, divenendo più immersivo e presentando inoltre diverse innovazioni tra cui la possibilità di impugnare due armi contemporaneamente e sparare e camminare allo stesso tempo. Il giocatore può interagire con ogni cosa disponibile nel gioco, in prima persona.

### Censura e controversia
La versione VR ha ricevuto una reazione molto più negativa da parte dei fan a causa della censura applicata ad essa, anche da parte del pubblico giapponese, rimuovendo una serie di animazioni e dialoghi in-game come flirt e commenti ironici tra i personaggi, a volte rimuovendo senso al contesto originale di scene chiave. La controversia, che ha incluso anche accuse dai fan su Twitter di neo-puritanesimo, correttezza politica occidentale, ipocrisia o "virtue signalling" e imperialismo, si è aggravata quando nell'aprile 2022 il produttore esecutivo della versione VR del gioco, Tom Ivey, ha rilasciato dichiarazioni pro-censura in un'intervista in cui parlava della censura del gioco come un "aggiornamento" per un "pubblico moderno".

## Accoglienza
La rivista Play Generation classificò il minigioco The Mercenaries come quello più "cool" tra i titoli disponibili su PlayStation 2 mentre l'intero gioco fu considerato il titolo splatter più nauseante. La stessa testata considerò Krauser come il terzo boss più epocale, il bug di Leon che sprofonda nelle fogne come il quarto più memorabile mentre l'assedio nel villaggio come la quinta scena più terrificante.
La versione HD ricevette un punteggio di 93/100, trovando che conservasse tutto l'appeal del primo giorno, anche se la remastered era piuttosto cara in termini di prezzo e non offriva la compatibilità con Move.

### Premi e riconoscimenti
- 2004 IGN Miglior gioco all'E3: Miglior Gioco per GameCube, migliore grafica, miglior sonoro. Eccellenza tecnologica, Gioco della Mostra.
- 2005 premio gioco CESA - premio di eccellenza
- 2005 premio videogioco di Spike TV - miglior grafica, gioco dell'anno.
- 2005 il meglio del 2005: miglior gioco d'azione per GameCube, migliore tecnologia grafica, migliore progettazione artistica, migliore punteggio in originalità, migliore uso del sonoro e gioco dell'anno.
- 2005 IGN. il meglio della scelta dei lettori: miglior gioco d'azione per Gamecube, migliore tecniche grafiche complessive, gioco dell'anno.
- 2005 Golden Joystick - gioco dell'anno per GameCube e gioco dell'anno degli editori.
- 2005 il meglio da Gamespot: miglior gioco di azione/avventura, miglior sequel, gioco dell'anno per GameCube e gioco dell'anno 2005.
- 2005 scelta dei lettori Gamespot: miglior gioco d'azione/avventura, gioco dell'anno per GameCube e gioco dell'anno 2005.
- GameSpy Best of 2005: Best GameCube Action Title of 2005 and GameCube Game of the Year
- 2005 Edge magazine Awards: Best Game Of 2005
- Telewest Shiny Awards Games Digest: Game Of The Year 2005
- G4TV "X-Play"'s: Best Action Adventure Game of 2005 and Game of the Year 2005
- GameFAQs 2005'Best: Best GameCube Game and Game of the Year
- GameFAQs Tenth Anniversary Contest - Ranked numero 14 on "Best Games Ever"
- 2005 Game Informer Game of the Year
  - Leon è stato classificato al terzo posto da GameInformer nella classifica "I 10 migliori Eroi del 2005".
- 2005 Metacritic: PlayStation 2 Game of the Year and GameCube Game of the Year
- 2005 Play Magazine: Editor's Choice Game of the Year and Best Graphics
- 2005 EGM Magazine: Game of the Year
- 2005 GamePro Magazine Editor's Choice: Game of the Year and Best Action-Adventure
- UGO.com: 2005 Game of the Year
- 2005 Game Revolution: Game of the Year
- Blender Magazine's Reader's Poll: 2005 Game of the Year
- NGC Magazine's Game of the Year 2005
- 2005 1UP Awards: Game of the Year and Best Action Game
- 2005 GAME: Game of the Year and People's Choice
- 2005 Gamefly Q Awards Favorite: Game of the Year and Gamecube Game of the Year
- 2005 Game Central's (UK) Game of the Year and viewers' Game of the Year(both PS2 and Gamecube)
- 2005 "Nintendo Power Awards": - Game of the Year - GCN, Best Graphics - GCN, Best Sound / Voice Acting, Best Adventure Game and Game of the Year (Overall).
- 2005 Nintendo Power - Ranked numero 2 on "NP top 200"
- Gaming Target's 52 Games From 2005 We'd Still Be Playing
- 2006 IGN - Ranked numero 1 on "Reader's Top 99 Games"
- 2006 Famitsū - 2005 Game of the Year (tied with Kingdom Hearts II)
- 2006 GameSpy - Ranked numero 1 on "Top 25 GameCube Games of All Time"
- 2006 X-Play - Ranked numero 1 on "Top 10 GameCube Games"

## Doppiaggio
| Personaggio        | Doppiatore        |
| ------------------ | ----------------- |
| Leon Scott Kennedy | Paul Mercier      |
| Ashley Graham      | Carolyn Lawrence  |
| Luis Sera          | Rino Romano       |
| Ingrid Hunnigan    | Salli Saffioti    |
| Ada Wong           | Sally Cahill      |
| Ramon Salazar      | Rene Mujica       |
| Bitores Mendez     | Jesse Corti       |
| Jack Krauser       | Jim Ward          |
| Osmund Saddler     | Michael Gough     |
| Albert Wesker      | Richard Waugh     |
| Contadini/Zealots  | Carlos Carrasco   |
| Contadini/Zealots  | Alex Mendoza      |
| Contadini/Zealots  | Carol Bach y Rita |
| Title Call         | Ward E. Sexton    |

## Colonna sonora
Il CD della colonna sonora originale di Resident Evil 4, composto da Misao Senbongi & Shasaku Uchiyama, è stato pubblicato in Giappone il 22 dicembre 2005.